# Blechnum gibbum
Blechnum gibbum es una especie de helecho perteneciente a la familia Blechnaceae. Es originaria de Nueva Caledonia

## Taxonomía
Blechnum gibbum fue descrita por  Georg Heinrich Mettenius  y publicado en Ann. Sci. Nat., Bot. sér. 4, 15: 68. 1861